# Franz Georg Philipp Buchenau
Franz Georg Philipp Buchenau (12 de enero de 1831 - 23 de abril de 1906) fue un botánico y fitogeógrafo alemán nativo de Kassel. Se especializó en la flora del noroeste de Alemania.
Estudia en las Universidades dee Marburg y en la de Göttingen, y desde 1855 fue docente en Bremen. En 1864 es cofundador de la Asociación de Ciencias naturales de Bremen.
Buchenau fue autor de obras sobre la flora regional flora de las islas Frisias orientales, Flora der Ostfriesischen Inseln, y de Bremen/Oldenburg, Flora von Bremen und Oldenburg.
También publicó una monografía de la familia botánica Juncaceae, titulada Monographia Juncacearum.

## Obra
- Flora von Bremen. 1877, 2.ª ed. 1879; 3.ª ed. 1885 unter dem Titel Flora von Bremen und Oldenburg; 9.ª ed. 1927 de F.A.G. Bitter y Bruno Schütt, 10.ª ed. 1936 de Bruno Schütt mit dem Titel Flora von Bremen, Oldenburg, Ostfriesland y las islas de Frisia Oriental

- Flora der Ostfriesischen Inseln. 1881, más ediciones de 1891, 1896 (con adenda en 1901) y 1901

- Flora der Nordwestdeutschen Tiefebene. 1894

- Kritische Nachträge zur Flora der Nordwestdeutschen Tiefebene. 1904

- Über Einheitlichkeit der botanischen Kunstausdrücke und Abkürzungen. 1894 en línea

## Honores

### Eponimia
- (Cactaceae) Mammillaria buchenaui Backeb.[1]

- (Cactaceae) Mammillaria buchenauii Backeb.[2]

- (Juncaceae) Juncus buchenaui Sved.[3]

- (Juncaginaceae) Triglochin buchenaui Köcke, Mering & Kadereit[4]

- (Tropaeolaceae) Tropaeolum buchenaui Phil.[5]

- La abreviatura «Buchenau» se emplea para indicar a Franz Georg Philipp Buchenau como autoridad en la descripción y clasificación científica de los vegetales.[6]

## Literatura
- Herbert Schwarzwälder. Das Große Bremen-Lexikon. Ed. Temmen, Bremen 2003, ISBN 3-86108-693-X

- Monika Porsch. Bremer Straßenlexikon, vol. 9 · Vahr, Oberneuland. Verlag Schmetterling, Bremen, 1999, ISBN 3-932249-05-4

- Wilhelm Olbers Focke. Franz Buchenau. Tratados publicados por la Sociedad de Historia Natural de Bremen 19(1): 1-19, 1907. en línea BHL